# Charterhouse of the Transfiguration
Die Kartause der Verklärung des Herrn, engl. Charterhouse of the Transfiguration, ist die einzige Kartause in den Vereinigten Staaten. Sie liegt in einem Tal des Mount Equinox, in der Nähe der Stadt Arlington, im Süden des Bundesstaates Vermont und ist dem Patrozinium der Verklärung des Herrn geweiht.

## Geschichte
Die Kartäuser ließen sich in den Jahren nach 1950 auf Initiative von Dom Thomas Verner Moore (1877–1969) in den Vereinigten Staaten nieder. Moore hatte im Jahr 1942 als Prior des Benediktinerklosters von Saint Anselm in Washington, D.C. das dortige Saint Anselm College gegründet und trat 1947 zu den Kartäusern in der Cartuja de Santa María de Miraflores nahe dem spanischen Burgos über. Im Jahre 1950 wurde Moore, unterstützt durch einen Kreis wohlhabender Geldgeber und durch Vermittlung des Erzbischofs Giovanni Montini, des späteren Papsts Paul VI., in einer Privataudienz von Papst Pius XII. empfangen.

## Erste Niederlassung
Nach einem Besuch der Großen Kartause, des Mutterklosters des Kartäuserordens, gründete Dom Moore im Dezember 1950 die erste Niederlassung des Ordens auf einer Farm bei Whitingham im Bundesstaat Vermont, nahe der Grenze zu Massachusetts. Im Frühjahr 1951 ließen sich weitere Ordensbrüder, die aus der Kartause des hl. Hugo bei Horsham im Südosten Englands kamen, in der neuen Kartause nieder. In den 1950er Jahren wurde die Kartause allmählich mit weiteren Einsiedeleien und landwirtschaftlichen Gebäuden ausgebaut. Dom Moore kehrte 1960 nach Miraflores zurück und starb dort im Jahr 1969.

## Zweite Niederlassung
Als sich der Ort der ersten Klostergründung schließlich als ungeeignet für das Leben der Kartäuser erwies, schenkte Joseph George Davidson (1892–1969), ehemaliger Vizepräsident der Union Carbide Corporation, den Brüdern ein 28 km² großes Areal. Dort lebten die Mönche zunächst in provisorischen Unterkünften, bis 1967 mit dem Bau der Kartause begonnen wurde. Im Jahr 1971 konnten die Bauarbeiten abgeschlossen werden. Der Klosterkomplex, bestehend aus einem Flügel für die Zellen der Mönche, einem für die Laienbrüder, Kapelle, Kapitelsaal und Refektorium, wurde aus 2400 etwa drei Tonnen schweren Granitblöcken errichtet. Das Kloster kann nicht besichtigt werden. Nur nahen Verwandten der Mönche und Ordensanwärtern kann der Zutritt zum Gästehaus erlaubt werden.
Seit 1972 lebte Friedrich Alfred von Sachsen-Meiningen (1921–1997), der Schwager Ottos von Habsburg, bis zu seinem Tode als Mönch im Konvent.